# Georges Berthoin
Pour l’article homonyme, voir Berthoin.
Georges Berthoin, né le 17 mai 1925 à Nérac (Lot-et-Garonne) et mort le 27 juillet 2024 à Montardy, commune de Grand-Brassac en Dordogne,, est un haut fonctionnaire et diplomate français.

## Biographie

### Jeunesse et études
Georges Berthoin est le fils de Jean Berthoin, ancien ministre, haut fonctionnaire et homme politique français. Comme son père, Georges Berthoin étudie à l'université de Grenoble, où il obtient une licence de philosophie sous la direction de Jacques Chevalier, et une licence de droit sous la direction de Jean-Marcel Jeanneney. Il fait à l'époque partie de l’Union des étudiants patriotes et entre dans la Résistance.
Les convictions européennes de Georges Berthoin sont nées très tôt, en plein milieu des années de guerre : écartant les projets communistes et Gaullistes, il a choisi une troisième voie, recherchant la paix en Europe au travers de son unité, par une « synthèse difficile entre capitalisme et socialisme, entre souveraineté nationale et internationalisme, entre guerre et paix ».
En 1946, il se présente au tout premier concours de l’École nationale d'administration, où il échoue à cause d'une note éliminatoire en anglais. Il obtint alors une bourse d'études du gouvernement français pour une année, part aux États-Unis et s'inscrit à l'université de Harvard pour préparer un doctorat en science politique. La bourse n'étant que d'une année il ne put finir son doctorat, qui en demandait trois.

### Parcours professionnel
En 1948, il retourne à Paris, où il est directeur de cabinet du ministre des Finances Maurice Petsche jusqu'en 1950.
Il occupa ensuite le poste de Directeur du cabinet d'André-Louis Dubois de l'IGAME (Inspection générale de l'administration en mission extraordinaire) pour Alsace-Lorraine-Champagne de 1950 à 1952. Il quitta cette fonction pour devenir le chef de cabinet du président Jean Monnet à la Haute Autorité de la Communauté européenne du charbon et de l'acier (CECA) (1952-1955). Chef-adjoint de la délégation de la CECA et chargé d'affaires au Royaume-Uni (1956-1958), il devint ensuite Haut-Représentant adjoint de la Commission de la Communauté économique européenne au Royaume-Uni (1959-1970), puis Haut-Représentant de la Commission de la Communauté économique européenne auprès du Royaume-Uni (1970-1973).
Dès les premières discussions qui suivirent la déclaration de Robert Schuman du 9 mai 1950 se dessinèrent les deux grandes lignes qui caractérisent encore aujourd’hui la construction européenne : la ligne intergouvernementale et la ligne communautaire.
Pour Georges Berthoin, la ligne intergouvernementale est incapable de diriger l’Europe. Selon lui, la crise actuelle de l’Europe est la conséquence du fait que le traité de Maastricht a introduit plus de matière intergouvernementale en Europe, et de ce fait, « la crise actuelle est celle de l’intergouvernemental. »
Georges Berthoin est une figure historique de la construction européenne, et à ce titre, il a donné de nombreuses conférences pour expliquer le long cheminement de ces pays « de l'hostilité à la fraternité ».
Au-delà de son engagement résolument européen, Georges Berthoin participe à d'autres rendez-vous majeurs au niveau international. Il est ainsi l'un des membres fondateurs du Forum Chine-Europe, un espace de dialogue interculturel.
Il est président du Mouvement européen de 1978 à 1982 et président du groupe européen de la Commission Trilatérale de 1976 à 1992. Il reste président honoraire du groupe européen de cette dernière et fait partie du comité exécutif de celle-ci. Il s'est expliqué sur les liens entre la Commission Trilatérale et le président Jimmy Carter, ainsi que sur le financement de la Trilatérale, dans une interview accordée à la Gazette de Lausanne lors du 2e « Symposium de presse international », organisé par le groupe américain Sperry Rand à Saint-Paul-de-Vence en novembre 1978.

## Distinctions
- Officier de la Légion d'honneur (2006)[9]
- Grand officier de l'ordre national du Mérite[10] (commandeur en 2013[11])
- Médaille de la Résistance française avec rosette (3 aout 1946)[12]

## Œuvres
- "Un destin d'européen, De l'utopie à l'espérance, Entretien" (broché), Georges Berthoin (Auteur), Gérard D. Khoury (Auteur), Danielle Sallenave (Auteure), éd. Albin Michel, paru le 19 mars 2014